# John Denham
John Denham, född omkring 1615, död 19 mars 1669, var en engelsk poet.
Denham är främst känd som författare till dikten Cooper's hill (1642), en sirlig naturskildring i reflekterande stil, som var förebild för Alexander Popes Windsor forest. Bland hans övriga många arbeten märks en tragedi, The Sophy (1641), och en elegi över Abraham Cowley. Denhams samlade Poems and translations utgavs 1668.